# Lagerfeld Confidential
Lagerfeld Confidential ist ein Dokumentarfilm aus dem Jahr 2007. Er gibt einen Einblick in das Leben des Modeschöpfers Karl Lagerfeld.

## Handlung
Der Regisseur folgt Karl Lagerfeld im Alltag und bei öffentlichen Auftritten in der Zeit von 2004 bis 2006. So beginnt der Film bei Reisevorbereitungen Lagerfelds in seinem Pariser Anwesen. Er packt Schmuck und die für ihn typischen weißen Kragen ein und in einem Seitenblick sind u. a. seine zahlreichen iPods zu sehen. Im Folgenden gibt es einen Blick hinter die Kulissen einiger Mode-Präsentationen und deren Vorbereitung. In einigen Zwischenszenen sieht man Lagerfeld als Fotograf, unter anderem mit dem von ihm entdeckten Model Brad Kroenig. Ebenso gibt es ein Treffen mit Nicole Kidman und Caroline von Monaco.

## Kritiken
- Karl Lagerfeld ist davon überzeugt, dass der Film die interessantesten Aufnahmen, die gemacht wurden, nicht enthält.[1]
- „Regisseur Marconi […] spricht mit Lagerfeld über seine Kindheit und sexuelle Orientierung. Einmal erwischt er ihn sogar ohne Sonnenbrille – das bleibt aber einer der wenigen Augenblicke, in denen der Film hinter Lagerfelds Fassade blickt. Dennoch: Näher wird man dem Künstler, der diese Biografie autorisierte, wohl nicht wieder kommen.“ (TV Spielfilm)[2]